# Aleksander Huryń
Aleksander Huryń (ur. 1921 w Woli Uhruskiej) – ukraiński zbrodniarz wojenny z okresu II wojny światowej. Strażnik w obozie pracy w Trawnikach.
Po II wojnie światowej dostał się do Wielkiej Brytanii, gdzie pracował jako stolarz i założył rodzinę, żeniąc się z Angielką. Ma córkę, mieszka w ośrodku dla emerytów w miejscowości Fareham w hrabstwie Hampshire w południowej Anglii.